# Buzoești
Buzoești – wieś w Rumunii, w okręgu Ardżesz, w gminie Buzoești. W 2011 roku liczyła 465 mieszkańców.